# ناصرآباد (نوشهر)
ناصرآباد، روستایی است از توابع بخش کجور شهرستان نوشهر در استان مازندران ایران.

## جمعیت
این روستا در دهستان پنجک‌رستاق قرار دارد و براساس سرشماری مرکز آمار ایران در سال ۱۳۸۵، جمعیت آن ۳۰۹ نفر (۷۱خانوار) بوده‌است. مردم ناصرآباد از قومیت طبری هستند. مردم ناصرآباد به زبان طبری با گویش کجوری سخن می‌گویند.